# Бахметьев, Порфирий Иванович
Порфи́рий Ива́нович Бахме́тьев (26 февраля [9 марта] 1860, Лопуховка, Саратовская губерния — 11 [24] октября 1913, Москва) — русский и болгарский физик, геофизик и биолог-экспериментатор. Академик Болгарской академии наук (1900).

## Биография

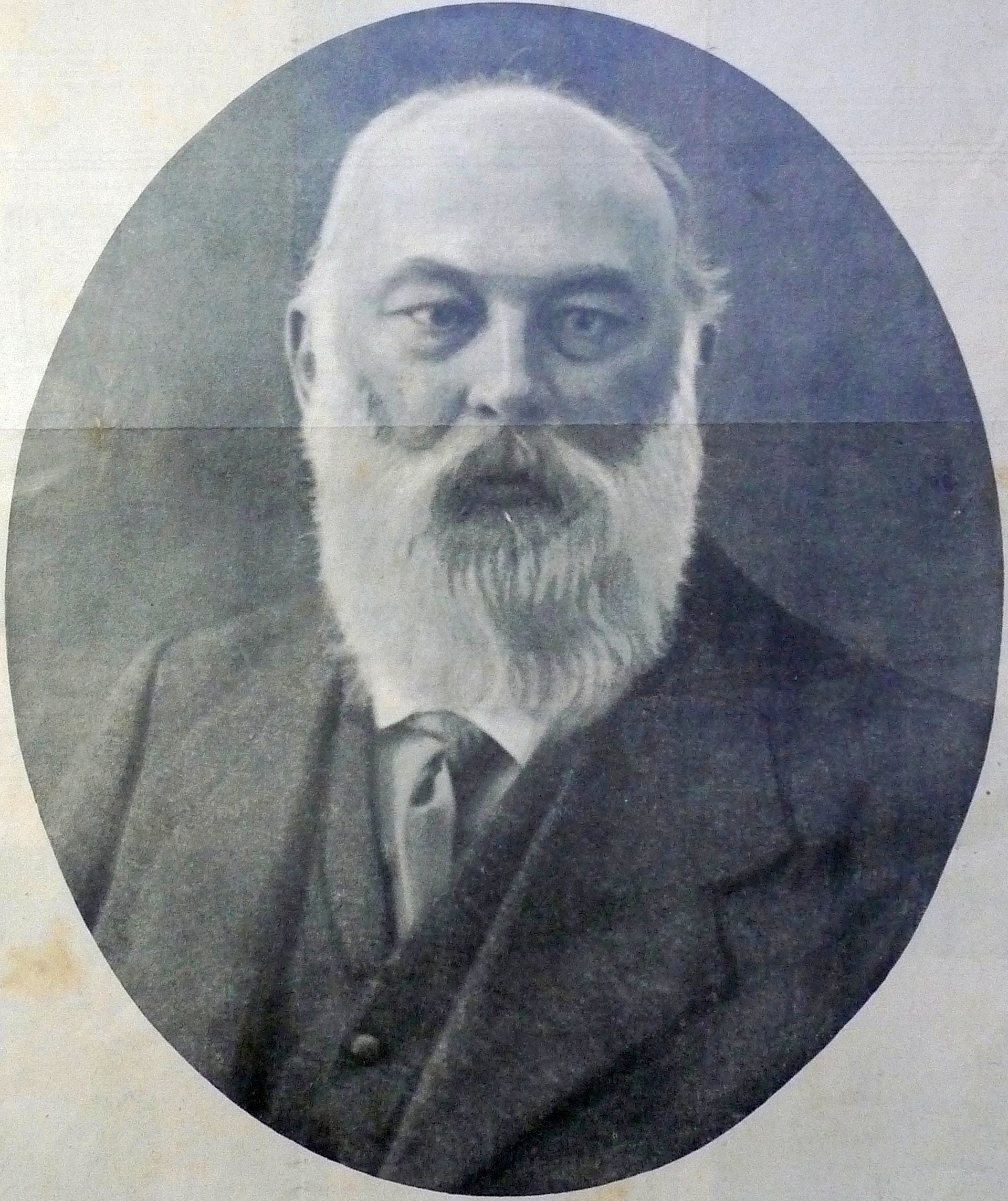
Бахметьев Порфирий Иванович, 1912 год

Родители были дворовыми людьми местного помещика, но освободились от крепостной зависимости ещё до реформы 1861 года. Отец стал землевладельцем и владельцем винокуренного завода, а позже и купцом 2-й гильдии (сыновей купцов освобождали от солдатчины). 
В 1874 году родители пригласили для сына из Саратова преподавателя — студента физико-математического факультета Казанского университета Алексея Павловича Родюкова, который в течение года подготовил Порфирия для поступления сразу в 3-й класс реального училища. После домашних занятий Бахметьев проучился два года в Сызранском реальном училище, а с 1876 года — во вновь открытом в Вольске реальном училище.
В 1879 году после окончания поступил в Цюрихский университет в Швейцарии, так как в российские университеты выпускников реальных училищ в те годы не принимали. За время учебы студент Бахметьев опубликовал одиннадцать статей, посвящённых анализу различных электромагнитных и термоэлектрических эффектов. После окончания в 1884 году университета оставлен преподавателем (сначала — ассистентом, а затем — приват-доцентом). Написал диссертацию по блуждающим электрическим токам. Из-за не продлённого вовремя заграничного паспорта учёный не смог вернуться в Россию. Привлекался в качестве обвиняемого к дознанию по делу о преступных кружках за границей.
Познакомившись с прибором по передаче звуков на расстояние Александера Белла, приступил к разработке устройства для передачи движущегося изображения на расстояние. В 1880 году он сформулировал принцип телевидения (изображение должно быть разложено на отдельные элементы, элементы последовательно переданы и вновь собраны в единое цело) и разработал проект телевизионной системы, которую назвал «телефотограф» (прибор для передачи изображений на расстояние). Однако сконструировать уникальную разработку учёному не удалось из-за нехватки средств и отсутствия деталей.
В 1890 году получил приглашение от болгарского правительства занять кафедру экспериментальной физики в Софийском университете (с 1895 года — профессор). В конце 1892 года принял болгарское гражданство.
Разрабатывал проблемы ферромагнетизма, геофизики и физической химии, биофизики, электричества, в частности термоэлектричества.
В 1896 году сконструировал рентгеновский аппарат и сделал первые фотографические рентгеновские снимки организма человека.
В 1897 году Бахметьев увлёкся энтомологией и с тех пор до конца жизни занимался изучением насекомых. Особую известность получили его исследования явлений анабиоза при переохлаждении животных. Разработал термоэлектрический термометр для измерения температуры у насекомых и показал, что выход из состояния анабиоза возможен, если тканевые жидкости остаются в переохлаждённом, но жидком состоянии.
Основатель Болгарского природоиспытательного общества (1893) и Физико-математического общества в Софии (1898). С 1898 года — член-корреспондент, с 1900 года — академик Болгарской Академии наук.
На работы в области термоэлектричества Бостонский университет (США) несколько раз выделял ему гранты фонда Элизабет Томсон. В 1902 году Петербургская АН удостоила его (за осуществление анабиоза у бабочек) премии К. М. Бэра.
В 1907 году Цюрихский университет присудил Бахметьеву учёную степень доктора философии, и в этом же году Софийский университет отправил учёного на пенсию. В 1911 (1912) году Общество содействия успехам опытных наук и их применений имени Х. С. Леденцова в Москве выдало Бахметьеву субсидию для исследования анабиотического состояния у летучих мышей. И уже в 1912 году учёный первым вызвал анабиоз у млекопитающих (летучих мышей). Однако эти исследования не были закончены. Была опубликована лишь их результативная часть без точных протоколов.
В 1913 году Бахметьев получил возможность вернуться в Россию. Стал профессором биофизики университета им. А. Л. Шанявского. Он успел побывать на малой родине и в нескольких городах с лекциями, но вскоре заразился малярией и умер. Похоронен на Миусском кладбище.

## Семья
- Прасковья Апостоловна — жена. У них было несколько детей.
- Александр, Порфирий, Николай, Пётр, Яков, Егор — братья.

## Научные труды
- Магнитный момент железных проволочных пучков / [Соч.] Студ. П. Бахметьева. — [Санкт-Петербург]: тип. В. Демакова, [1883]. — 5 с.
- Некоторые явления остаточного магнетизма / [Соч.] Студ. Пор. Бахметьева. — [Санкт-Петербург]: тип. В. Демакова, [1883]. — 28 с.: табл., граф.
- Влияние линейного сжатия на магнитность железных, стальных и никкелевых стержней / [Соч.] Порфирия Бахметьева. — [Санкт-Петербург]: тип. В. Демакова, [1884]. — 26 с.: табл.
- Зависимость между диамагнитностью и теплотой плавления тел / [Соч.] Порфирия Бахметьева. — [Санкт-Петербург]: тип. В. Демакова, [1884]. — 6 с.: табл., черт.
- Тепловые явления магнетизма / [Соч.] Порфирия Бахметьева. — [Санкт-Петербург]: тип. В. Демакова, [1884]. — 55 с.: табл., черт.
- Новый телефотограф // Электричество, 1885. — № 1. — С. 2—7.
- К теории влияния механического и термического изменения размеров тела на его магнитность / [Соч.] Порфирия Бахметьева. — Санкт-Петербург: тип. В. Демакова, [1886]. — 16 с.: черт.
- Зависимость парамагнитной и диамагнитной способности тел от атомного веса / [Соч.] П. Бахметьева. — Санкт-Петербург: тип. В. Демакова, [1889]. — 6 с.: черт.
- Термоэлектрические исследования / [Соч.] П. Бахметьева. — Санкт-Петербург: тип. В. Демакова, [1889]. — 24 с., 1 л. черт.
- Причина влияния намагничивания на термоэлектрические свойства железа и никкеля / [Соч.] П. Бахметьева. — Санкт-Петербург: тип. В. Демакова, [1891]. — 23 с.
- Термоэлектрические свойства амальгам / [Соч.] П. Бахметьева. — Санкт-Петербург: тип. В. Демакова, [1891]. — 31 с.: табл., черт.
- «Магнитная» теплота растянутых железных и никелевых проволок / [Соч.] П. Бахметьева. — Санкт-Петербург: тип. В. Демакова, [1892]. — 8 с.
- Некоторые физические свойства медного купороса / [Соч.] П. Бахметьева. — Санкт-Петербург: тип. В. Демакова, 1893. — 30 с.: табл.
- Распределение электрического тока в телах / [Соч.] П. Бахметьева. — Одесса: Центр. тип., 1893. — 6 с.: черт.
- Термоэлектрические свойства палладия / [Соч.] П. Бахметьева. — Санкт-Петербург: тип. В. Демакова, 1893. — 8 с.: черт.
- Термоэлектрические свойства палладия / [Соч.] П. Бахметьева. — Санкт-Петербург: тип. В. Демакова, 1893. — 8 с.: черт.
- Удельный вес висмутовых и магниевых амальгам / [Соч.] П. Бахметьева. — Санкт-Петербург: тип. В. Демакова, 1893. — 6 с.: табл.
- Земные электрические токи: (Эксперим. исслед.) / [Соч.] П. Бахметьева. — Санкт-Петербург: тип. В. Демакова, [1894]. — 87 с.: табл., черт.
- Последействие в физическом мире. — Одесса: Центр. тип., 1894. — 8 с.: табл.
- Приспособляемость молекул / Проф. П. Бахметьев. — Одесса: Центр. тип., 1894. — 7 с.
- Физические свойства кадмиевых амальгам / [Соч.] П. Бахметьева. — Санкт-Петербург: тип. В. Демакова, [1894]. — 22 с.: табл., граф.
- Электрические токи просачивания // Журнал Русского Физико-Химического Общества, 1894. — Т. 26. Часть физическая. Вып. 5. — С. 225—248 (соавтор: Пенчев П.).
- Материалъ за изучванье земнитѣ електрически токове въ България // Сборникъ за народни умотворения, наука и книжнина. — София: Държавна печатница. 1895. — Т. 12. — С. 58—120.
- Электрические токи, получаемые при нагревании однородных металлических проволок / [Соч.] П. Бахметьева и Г. Стамболиева. — Санкт-Петербург: тип. В. Демакова, [1895]. — 24 с.: табл.
- Электрические токи, получаемые вследствие охлаждения расплавленных металлов / [Соч.] П. Бахметьева и Г. Стамболиева. — Санкт-Петербург: тип. В. Демакова, [1895]. — 38 с.
- Явление гистерезиса у термоэлементов / [Соч.] П. Бахметьева. — Санкт-Петербург: тип. В. Демакова, 1896. — 8 с.: черт., табл.
- Hauptresultate der Untersuchung über die Abhängigkeit der elektrischen Erdströme von Niveau-Säwankungen des Grundwassers in Bulgarien // Nachrichten von der Königlich Gesellschaft der Wissenschaften zu Göttingen. Mathematisch-physikalische Klasse. 1896. — № 1. — P. 300—303.
- Собственная температура пчел и вообще насекомых / [Проф. физики в Высш. уч-ще в Софии (Болгария) П. Бахметьев]. — Санкт-Петербург: тип. В. Демакова, [1899]. — 11 с.
- Experimentelle entomologische Studien, Bd 1—2, Lpz. — Sophia, 1901—1907.
- Рецепт дожить до XXI века // Естествознание и география, 1901. — № 8. — С. 103—107.
- Вновь предлагаемый способ решения вопроса о партеногенезисе трутней / [Проф. П. Бахметьев]. — Санкт-Петербург: тип. В. Демакова, [1902]. — 9 с.: табл., граф.
- Бабочки Болгарии. — Санкт-Петербург: Тип. Имп. Академии наук, 1902. — 112 с.
- Итог моих исследований об анабиозе у насекомых и план его исследований у теплокровных животных // Известия Академии наук, 1902. — № 4. — С. 161—166.
- К вопросу о партеногенетическом происхождении мужских экземпляров бабочки Epinephele jurtina L. / [Соч.] П. Бахметьева. — Санкт-Петербург: тип. Имп. Акад. наук, 1903. — 16 с.: табл., черт.
- Идеальный улей: (Рассказ из близкого будущего) / [Проф. д-р П. Бахметьев]. — Санкт-Петербург: типо-лит. М. П. Фроловой, 1910. — 6 с.
- Статистическо-аналитический метод в приложении к пчеловодству / Проф. П. Бахметьев. — Санкт-Петербург: типо-лит. М. П. Фроловой, [1910]. — 8 с.: табл.
- К вопросу о фауне чешуекрылых Болгарии [Текст] / проф. П. Бахметьев. — Санкт-Петербург: [б. и.], 1909. — 12 с.
- Как я нашёл анабиоз у млекопитающих // Природа, 1912, май. — Т. 1. Кн. 5. —  С. 606—622.
- Теоретические и практические следствия из моих исследований анабиоза у животных // Природа, 1912, декабрь.

В словаре Соколова «Саратовцы — писатели и учёные» перечислены 223 публикации, из них 104 — работы по физике, 99 — по биологии, 20 — публицистические и философские статьи.